# Ljoedmila Jegorova
Ljoedmila Borisovna Jegorova (Russisch: Людмила Борисовна Егорова) (Lomonosov, 24 februari 1931 - Kaliningrad, 21 mei 2009) was een turnster uit de Sovjet-Unie. 
Jegorova won tijdens de Olympische Zomerspelen 1956 de gouden medaille in de landenwedstrijd en de bronzen medaille in de landenwedstrijd draagbaar gereedschap

## Resultaten

### Olympische Zomerspelen
| Jaar | Plaats    | Resultaten                                                                            |
| ---- | --------- | ------------------------------------------------------------------------------------- |
| 1956 | Melbourne | landenwedstrijd landenwedstrijd draagbaar gereedschap 9e op sprong 10e in de meerkamp |